# Боа Гијом Биорел
Боа Гијом Биорел (фр. Bois-Guillaume-Bihoreln) град је у Француској у региону Upper Normandy, у департману Seine-Maritime.
По подацима из 2011. године број становника у месту је био 21107.

## Демографија
| 2011.  |
| ------ |
| 21.107 |